# Steve Earle
Steve Earle (* 17. ledna 1955) je americký zpěvák a kytarista. Svou kariéru zahájil v polovině 70. let. V té době byl například členem doprovodné skupiny Guye Clarka, v níž hrál na baskytaru. Později působil například ve skupině The Dukes a v roce 1986 vydal své první sólové album s názvem Guitar Town. Později nahrál řadu dalších alb. Během své kariéry spolupracoval s mnoha dalšími hudebníky, mezi něž patří například Shawn Colvin a Del McCoury.